# Saarländischer Kinder- und Jugendbuchpreis
Der Saarländische Kinder- und Jugendbuchpreis ist ein Literaturpreis, der seit 2010 für Werke aus dem Bereich der Kinder- und Jugendliteratur verliehen wird. Die Jury setzt sich aus 15 Schülern der Sekundarstufe I von fünf zuvor ausgelosten Schulen zusammen, die den Preisträger aus einer von Fachleuten verschiedener Literaturinstitutionen zusammengestellten Vorschlagsliste bestimmen. Seit 2017 wird der Preis in zweijährigem Turnus verliehen. Er ist Teil der Leseförderung des Saarlands und soll durch „Mitbestimmung und die Übernahme von Verantwortung“ die Begeisterung für das Lesen stärken helfen.
Bisherige Preisträger waren (die angegebenen Jahre sind die Jahre der Verleihung):
- 2010 Stefan Gemmel für Die Zeitensegler
- 2011 Erhard Dietl für Die Olchis und die grüne Mumie
- 2013 Michael Kleeberg für Luca Puck und der Herr der Ratten
- 2014 Manfred Theisen für Nerd forever – Ich glaub, mich trifft der Ball[2]
- 2017 Jens Schumacher für Morlo – Voll auf Steinzeit![3]
- 2019 Anca Sturm für Der Welten-Express[1]
- 2021 Moira Frank für Nachtschwärmer
- 2023 Juliane Pickel für Krummer Hund[4]
- 2025 Antje Herden für Korianderkuss[5]